# Brocēni (stacja kolejowa)
Brocēni – stacja kolejowa w miejscowości Brocēni, w gminie Saldus, na Łotwie. Położona jest na linii Jełgawa - Lipawa.